# Xenungulata
Die Xenungulata sind eine Gruppe ausgestorbener Säugetiere, die im oberen Paläozän in Südamerika lebten. Fossile Überreste wurden in Brasilien und Argentinien gefunden. 

## Allgemeines
Xenungulata zählen zu den größten Säugetieren des Paläozäns und waren äußerlich möglicherweise tapirähnliche Tiere. Der Körper war stämmig, die Gliedmaßen eher kurz und dünn. Die Beine endeten in fünf breiten, behuften Zehen. Sie hatten große, meißelartige Schneidezähne und breite Backenzähne. Es sind lediglich drei Gattungen beschrieben worden: Carodnia, Etayoa und Notoetayoa.

## Systematik
Die Xenungulata sind nahe verwandt mit den Pyrotheria, einer im Eozän und Oligozän verbreiteten Gruppe elefantenähnlicher Tiere, und stellen möglicherweise sogar deren Vorfahren dar. 
Üblicherweise gelten sie als urtümliche Vertreter der Südamerikanischen Huftiere (Meridiungulata), einer weitverzweigten, heute ausgestorbenen Säugetiergruppe aus Südamerika. Einige Forscher stellen sie jedoch aufgrund einiger Zahnmerkmale gemeinsam mit den Pyrotheria in ein Naheverhältnis zu den Dinocerata, einer Säugetierordnung, deren bekanntester Vertreter Uintatherium ist, wobei diese dann zusammen die Uintatheriamorpha bilden. In der Regel gelten jedoch die Dinocerata und die Xenungulata-Pyrotheria als unabhängig, die auftretenden Gemeinsamkeiten der beiden Gruppen werden als konvergente Entwicklung gesehen.
Die Innere Systematik nach McKenna & Bell:
- Ordnung Xenungulata Paula Couto, 1952

- Familie Carodniidae Paula Couto, 1952

- Rodcania Gelfo, García López & Bergqvist, 2020
- Carodnia Simpson, 1935

- Familie Etayoidae Villarroel, 1987

- Etayoa Villarroel, 1987
- Notoetayoa Gelfo, López & Bond, 2008